# Натус, Роберт
Ро́берт На́тус (эст. Robert Natus; 1890, Феллин, Феллинский уезд, Лифляндская губерния, Российская империя — 1950, 
Бад-Вильснак, Пригниц, Бранденбург, ФРГ) — эстонский архитектор немецкого происхождения.

## Биография
Родился 4 (16) марта 1890 года в Феллине в семье владельца мастерской по окраске одежды Карла Фридриха Роберта Натуса (1853—1932). В 1907 году окончил Ревельское Петровское реальное училище. Затем учился в Рижском политехническом институте. С сентября 1911 года по сентябрь 1912 года проходил вольноопределяющимся срочную службу в 4-м драгунском Новотроицко-Екатеринославском полку. Был уволен в запас в звании унтер-офицера и вновь призван на службу с началом Первой мировой войны в 1914 году. Продолжил учёбу в институте. В связи с эвакуацией во время войны Рижского политехникума в Москву в 1918 году продолжил обучение в Таллинском политехникуме  (эст.), архитектурное отделение которого окончил в 1924 году, в составе первого выпуска. 
Работал в архитектурном бюро Эрнста Кюнерта, участвовал в составлении планов застройки Меривялья и Нымме (в то время — самостоятельный город). В 1927 году он основал собственное архитектурное бюро.
Наиболее активно Натус работал в Нымме (ныне район Таллина), где был первым городским архитектором с 1926 по 1930 год. Он спроектировал там свои первые жилые дома и сам там поселился.
Самая известная работа Роберта Натуса — построенное в 1932 году из красного клинкерного кирпича здание штаб-квартиры «Акционерного общества страхования Эстонии» (EKA), которое после Второй мировой войны заняла Таллинская городская управа (площадь Вабадузе, 7). Здание, украшенное скульптурными фонарями работы Яана Коорта, — самый красивый пример экспрессионистского ар-деко в Таллине. Всего в нескольких сотнях метров от этого здания, также из клинкерного кирпича и с таким же ромбическим рельефом, был построен шестиэтажный дом на углу Пярнуского шоссе и улицы Роозикрантси, похожий на здание «Чилехаус» Фрица Хёгера в Гамбурге. 
В 1926–1927 годах совместно с архитектором Эрнстом Кюнертом и геодезистом Карлом Пухвелем Натус разработал генеральный план Нымме. 
Одновременно с основной работой Натус активно участвовал в общественной жизни. В 1927 и 1930 году он избирался в горуправу Нымме по списку граждан немецкого происхождения.  
В 1939 году Натус вышел из эстонского гражданства и, как немец, переехал из Эстонии в Германию; поселился в Познани. До 1942 года работал в управлении планировки территории в качестве помощника также переехавшего в Германию Эрнста Кюнерта. В 1942—1944 годах был начальником отдела высотного строительства при генеральном комиссаре Эстонии (Министерство оккупированных восточных территорий). Затем жил в Бад-Вильснаке (Германия), где и умер от туберкулёза 31 марта 1950 года.
Умер 31 марта 1950 года в Бад-Вильснаке.

## Галерея

Проекты Роберта Натуса, Таллин
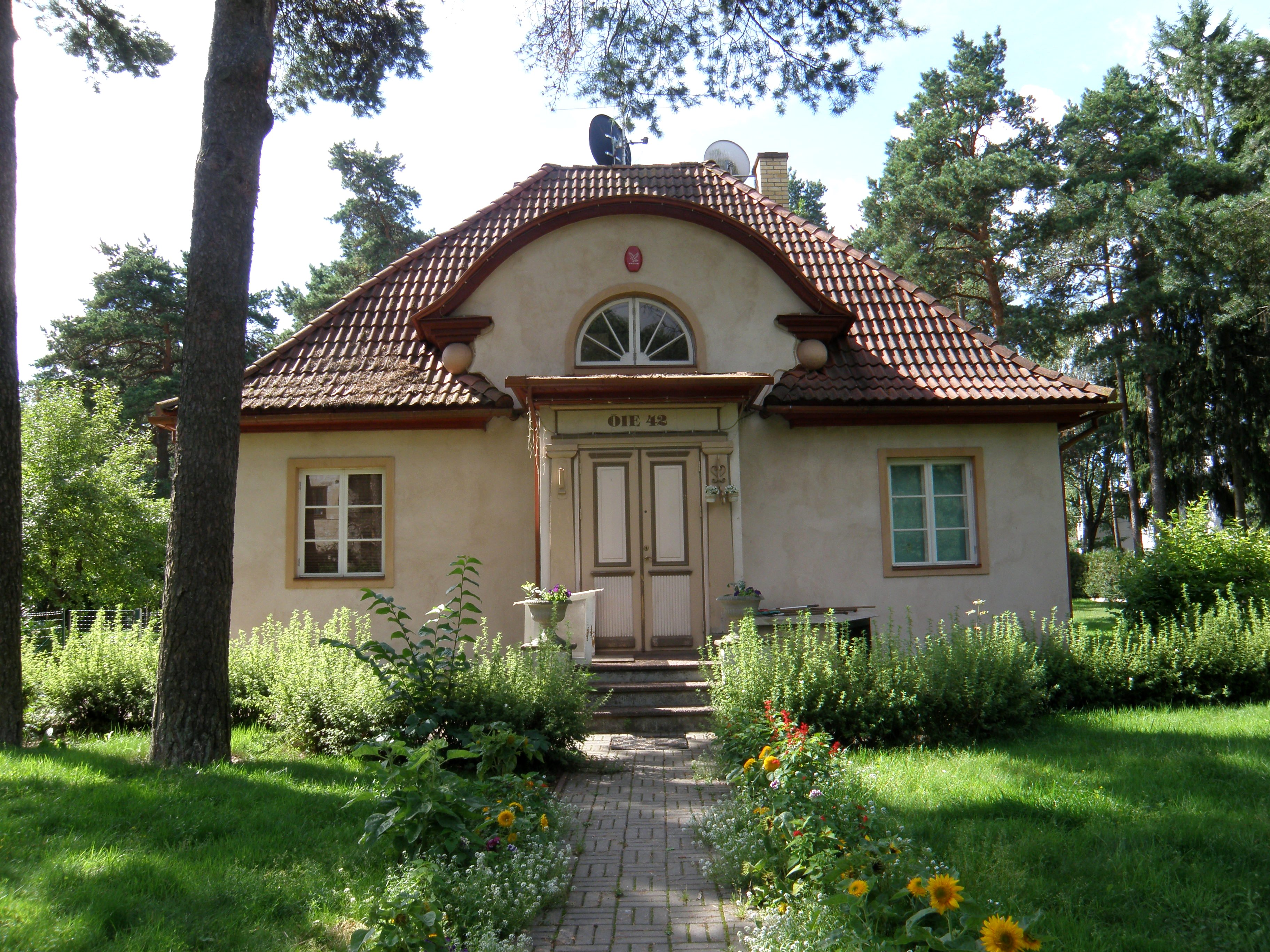
Жилой дом № 42 на ул. Ыйе (1926)
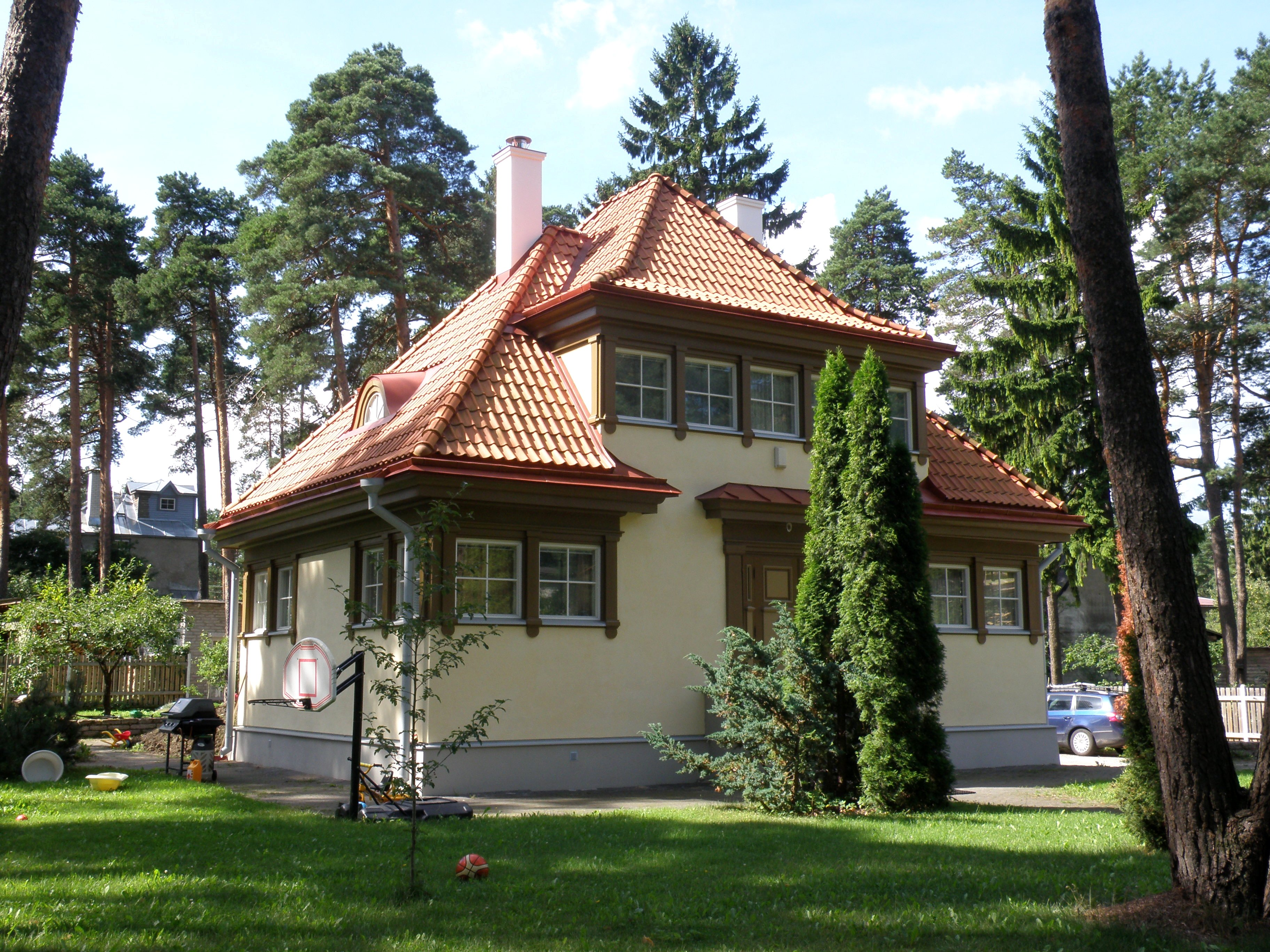
Дом № 8 на ул. Сеэне (1927)
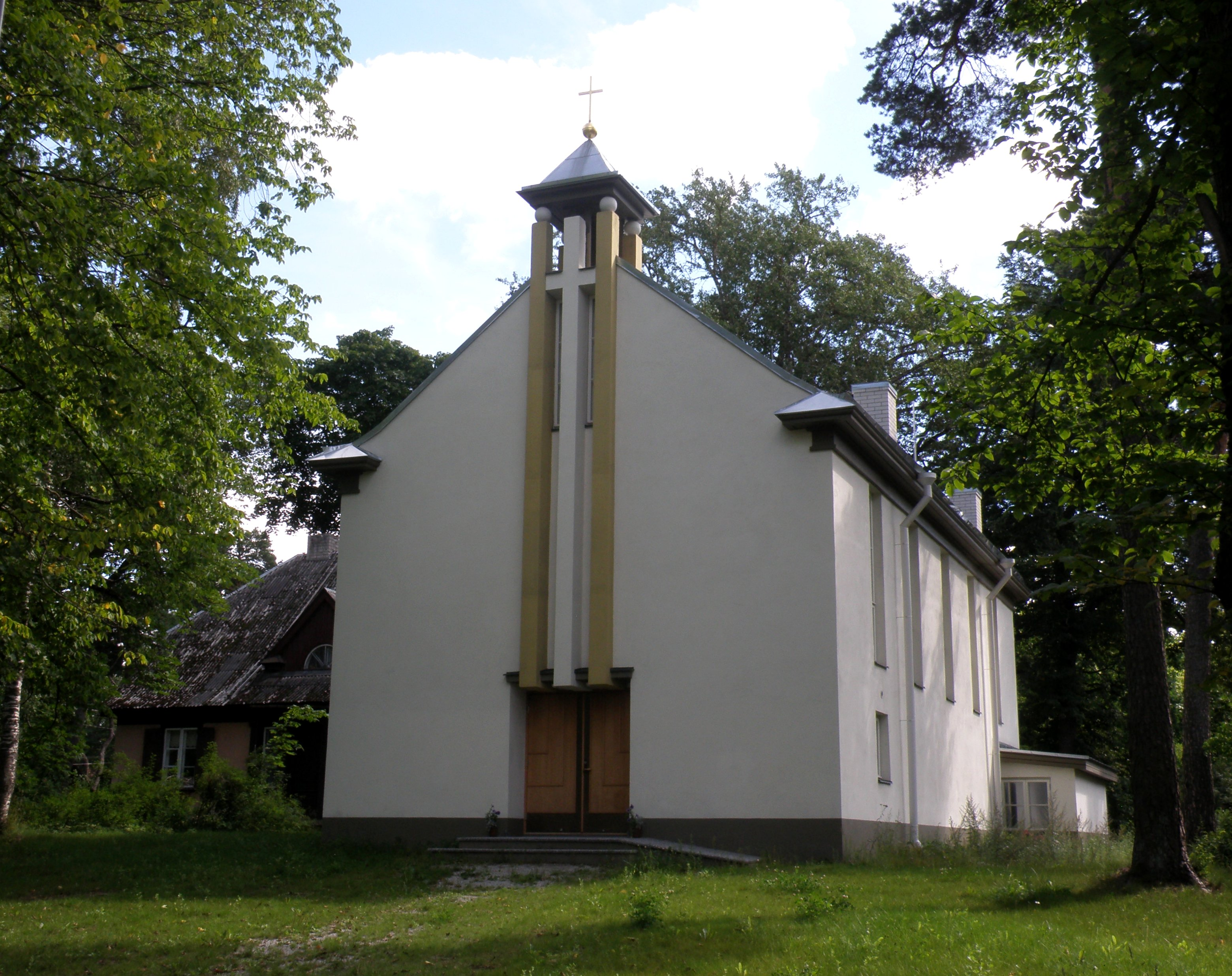
Ныммеская церковь Спасителя (1929)
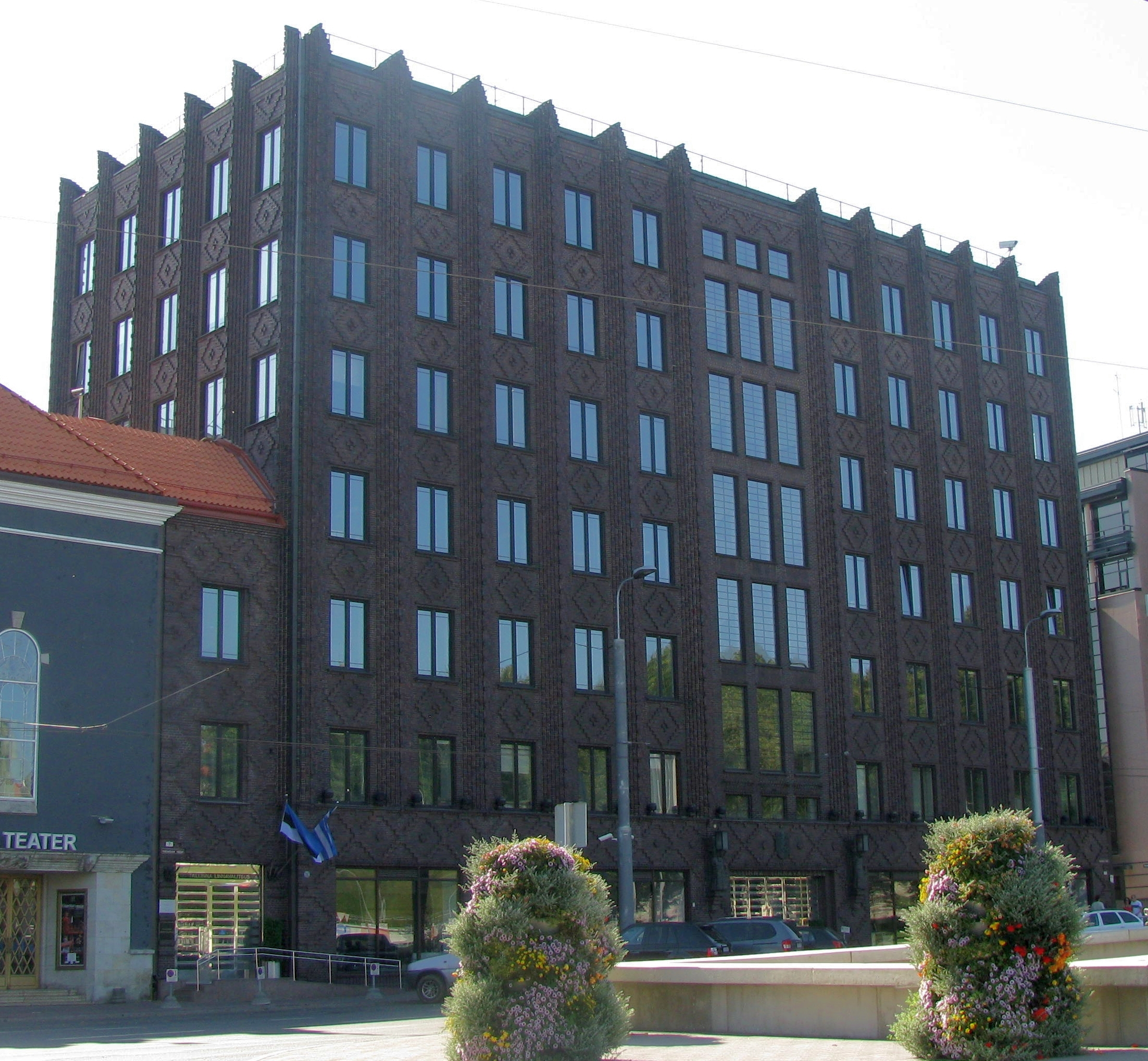
Площадь Вабадузе, д. 7 (1930)
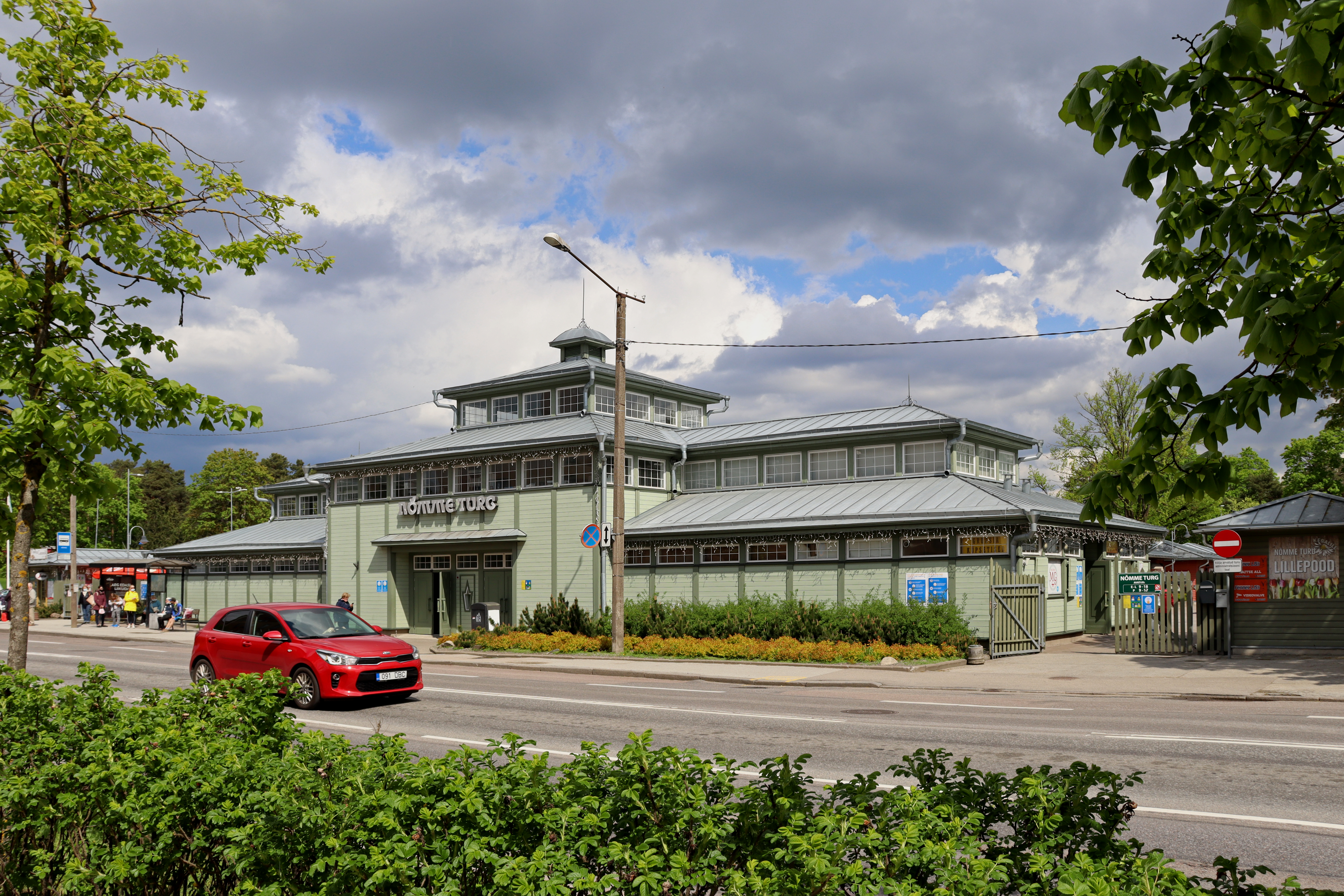
Рынок Нымме (1930)
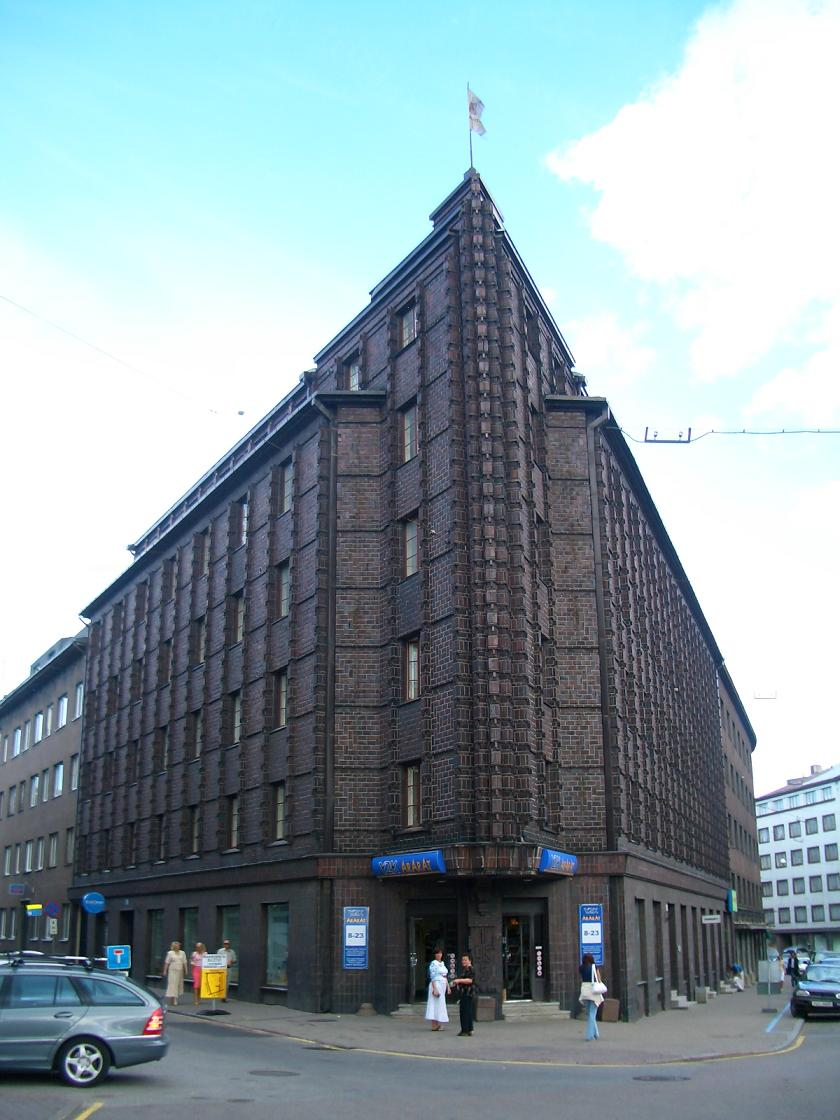
Жилой дом. Пярнуское шоссе 36 / ул. Роозикрантси 23 (1937)

## Источник
- Личное дело Р. Натуса